# Johann Georg Adam
Johann Georg Adam (* 22. Dezember 1806 in Constappel; † 23. Dezember 1867) war ein deutscher Organist, Kantor und Komponist.

## Leben
Johann Georg Adam war Organist in Fischbach bei Bischofswerda. Später war er Kantor und Musikdirektor in Leisnig.

## Werke (Auswahl)
- Den König segne Gott. Thema mit zwölf Variationen und einer Fuge für Orgel op. 8, Friedrich Hofmeister, Leipzig OCLC 497043444OCLC 49474910[2]
- Sechs Fughetten für die Orgel op. 9, Breitkopf & Härtel, Leipzig OCLC 49460561Ausgabe editiert von Andreas Rockstroh, Sonat-Verlag, Kleinmachnow, 2015 ISMN 979-0-502-54019-7 (Suche im DNB-Portal)
- Zehn kurze und leichte Gesänge zum Gebrauche beim öffentlichen Gottesdienste und bei Singumgängen für grosse und kleine Chöre zu drei oder vier Stimmen., Friedrich Wilhelm Godsche, Meissen OCLC 19727367 OCLC 315458108
- Die Glocke von Friedrich von Schiller für eine Singstimme mit Begleitung des Piano-forte, Friedrich Wilhelm Goedsche, Meissen, um 1830 OCLC 315458614
- Sechs leichte, fugirte Vorspiele mit daraus entlehnten Zwischenspielen zu beistehenden Chorälen für die Orgel, Friedrich Wilhelm Goldsche, Meissen OCLC 1022226584[2]